# زاوداس
زاوداس (حرفياً المحور الجنوبي باللغة الهولندية) هي منطقة الأعمال المركزية تتامى سريعاً بمدينة أمستردام في هولندا.

## معرض صور

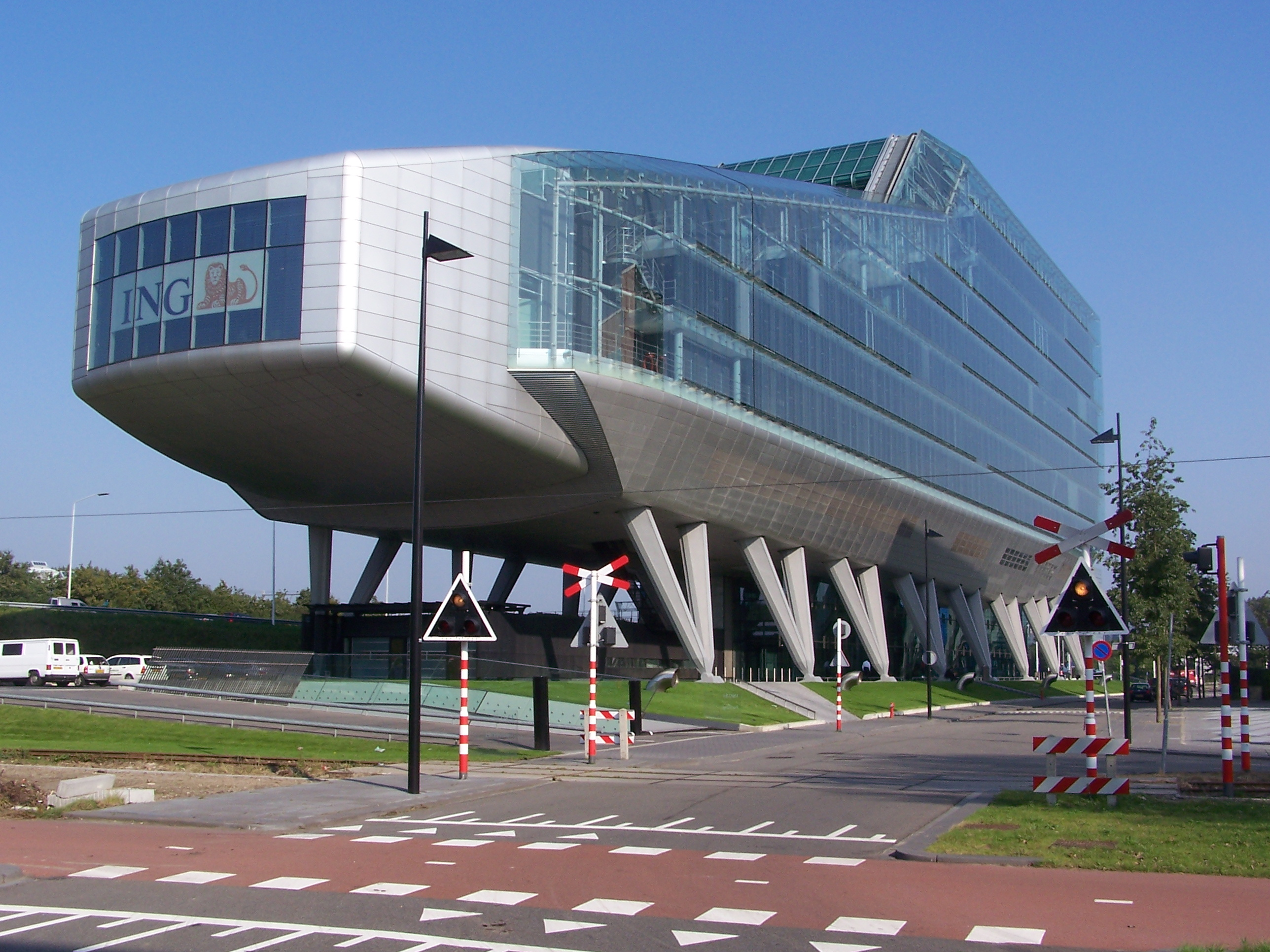
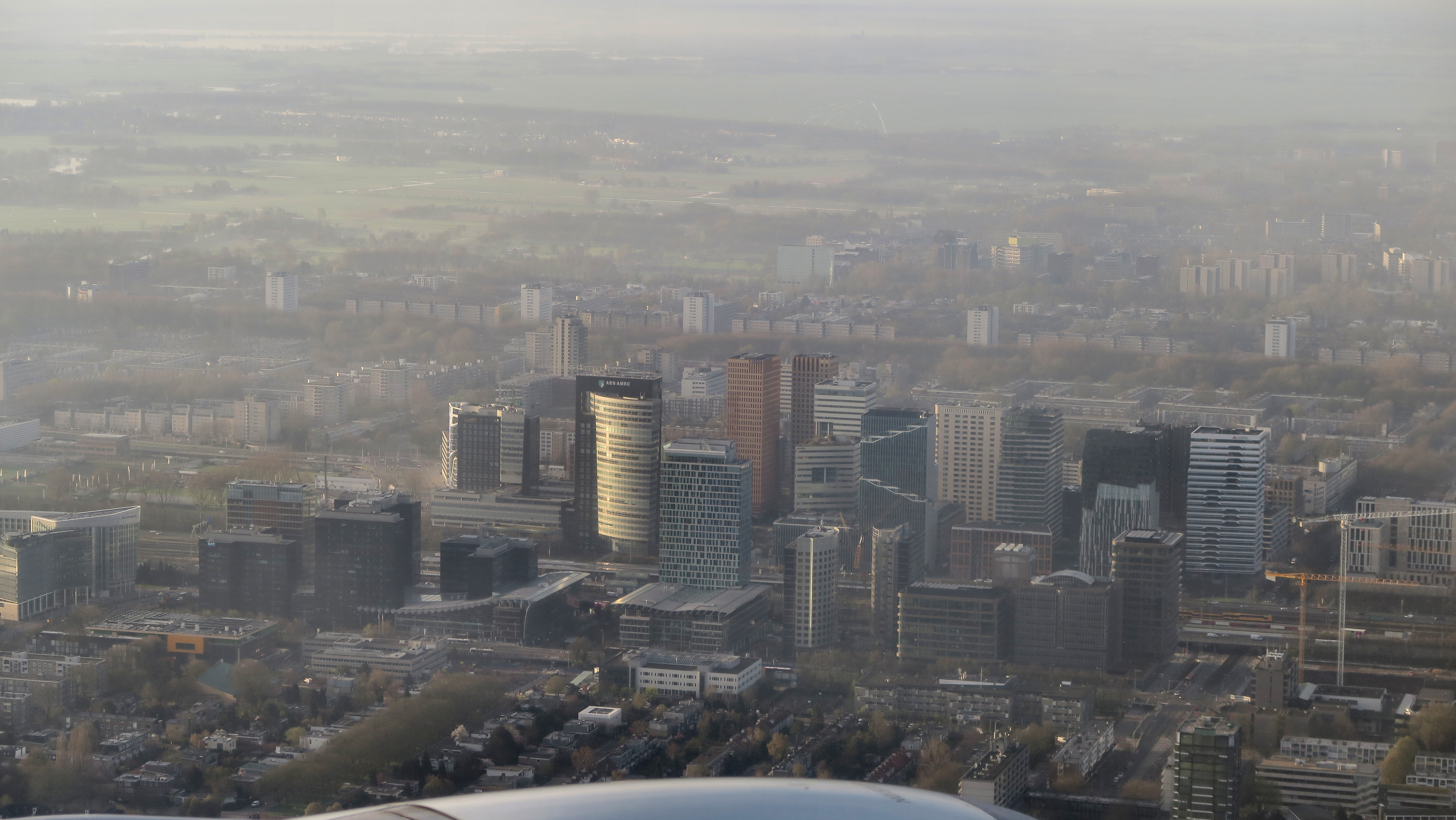
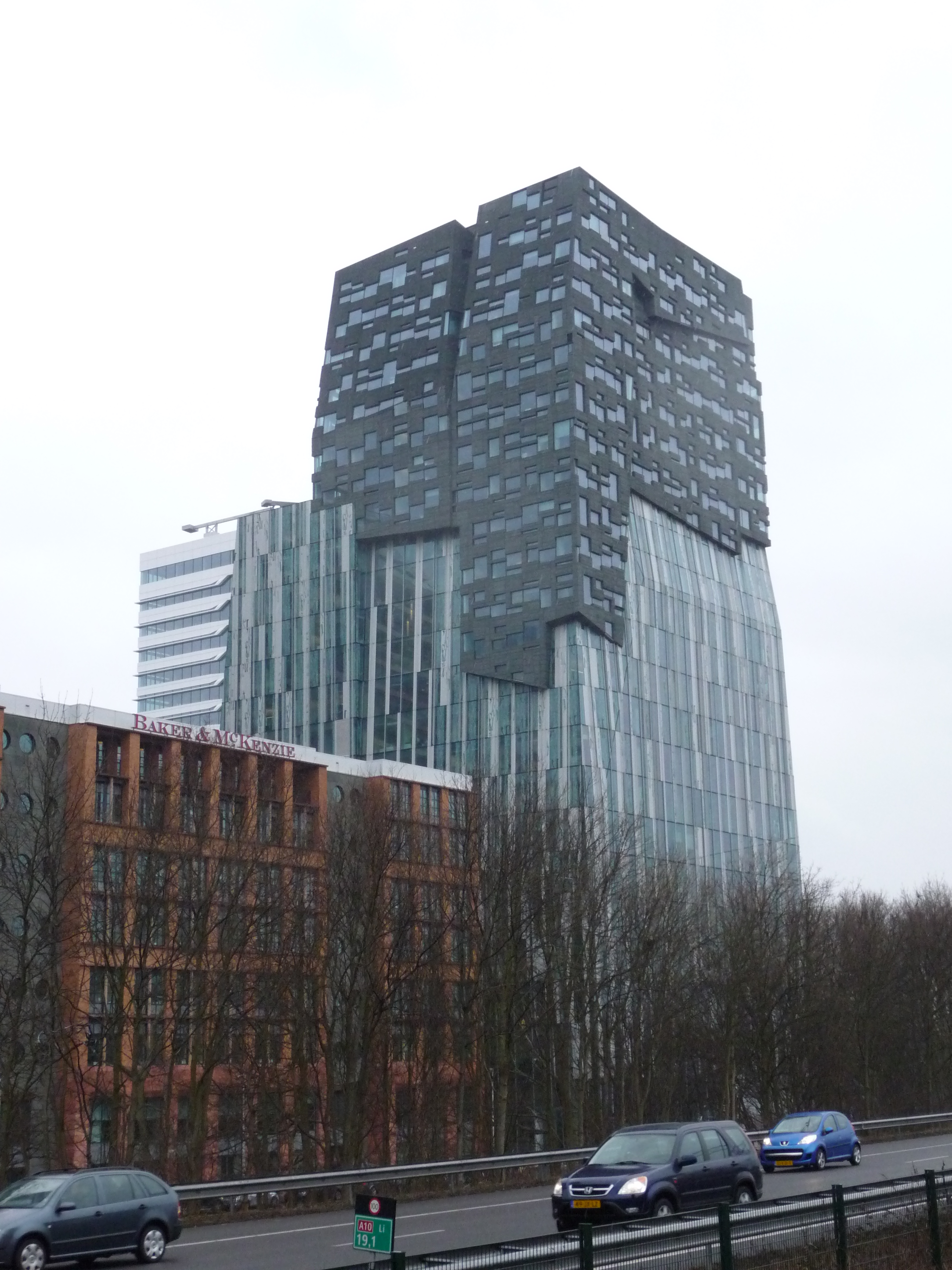
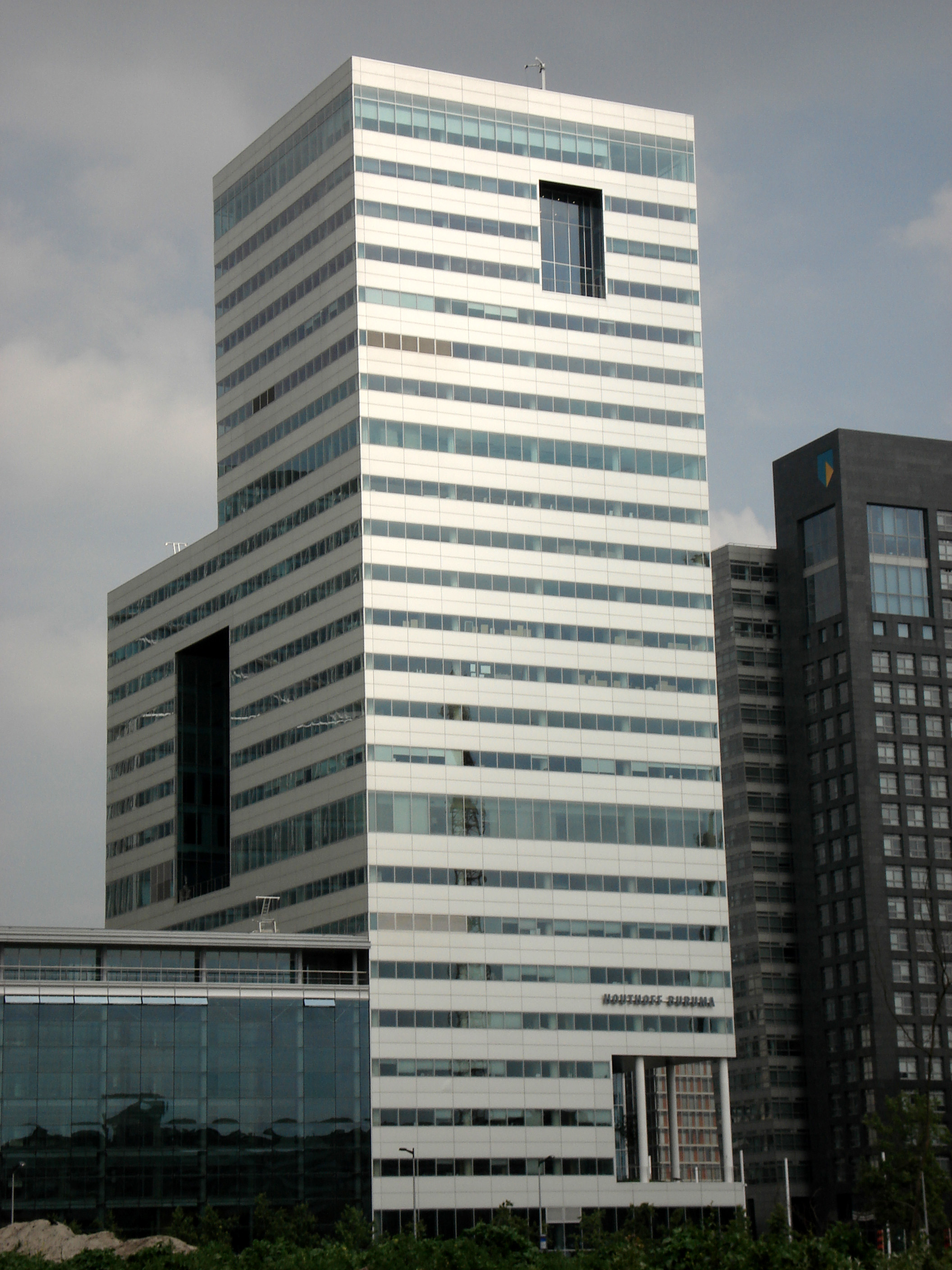